# Piła III
Piła III (ang. Saw III) – amerykański film z 2006 r. z gatunku horror, thriller (gore) w reżyserii Darrena Lynna Bousmana. Premiera Piły III planowana była na 27 października 2006 (Halloween).
Producentem wszystkich 3 części Piły był Gregg Hoffman, który zmarł 2 miesiące po premierze drugiej części, rozpoczynając pracę nad częścią trzecią.
Dozwolone od 18 lat.

## Fabuła
W trzeciej części Piły, prace Jigsawa kontynuuje Amanda. Jednak jej mordercze zagadki odróżniają się od zagadek Johna, są nie do wygrania – ofiara zawsze umiera, pomimo przestrzegania zasad. Ofiarami są recydywista Troy oraz detektyw Kerry.
Specjalistka chirurgii, dr Lynn Denlon, zostaje porwana przez Amandę i przewieziona do miejsca, w którym Kramer z Amandą projektują swoje śmiercionośne urządzenia. Jej zadaniem jest utrzymanie przy życiu umierającego Jigsawa. Amanda zakłada na jej szyję urządzenie, zawierające naboje od strzelby, które jest podłączone do monitoringu pulsu i uruchomi obrożę z nabojami, które wystrzelą w przypadku śmierci Jigsawa. Lynn musi robić wszystko, aby Kramer przeżył, dopóki mężczyzna imieniem Jeff nie przejdzie swoich testów na wybaczenie osobom, przez które zabójca jego syna został zamknięty w celi na skandalicznie krótki wyrok 6 miesięcy. Jednak Jigsaw wykorzystał coś, co łączy Lynn z Jeffem. 
Jeff rozpoczyna wędrówkę. Ma dwie godziny aby dojść do końca, jednak po drodze napotka dylematy i wyrzeczenia, którym będzie musiał stawić czoło. Spotyka trzech ludzi uwięzionych w pułapkach, z których dwójka przyczyniła się do uniewinnienia zabójcy jego dziecka, jeden zaś jest zabójcą. Udaje mu się uratować zaledwie jednego z nich, który i tak potem ginie. Później okazuje się, że Jeff i Lynn są nieumiejącym się porozumieć małżeństwem. Jeff trafiając już do miejsca docelowego, zabija Amandę trafiając z pistoletu w szyję. Jednak oblał ostateczny test zabijając Jigsawa, nie wiedząc, że dokonał tym samym wyroku śmierci na własnej żonie. Następnie Jeff słyszy nagranie, w którym Kramer mówi że jego zemsta stała i stanie się przyczyną śmierci innych bliskich mu osób oraz iż jego córka została uwięziona w miejscu, gdzie może zabraknąć jej powietrza.

## Obsada
- Tobin Bell – John Kramer / Jigsaw
- Shawnee Smith – Amanda Young
- Angus Macfadyen – Jeff
- Bahar Soomekh – Lynn
- Costas Mandylor – Mark Hoffman
- Betsy Russell – Jill
- Donnie Wahlberg – Eric Matthews
- Dina Meyer – Kerry
- Leigh Whannell – Adam
- Mpho Koaho – Tim
- Barry Flatman – sędzia Halden
- J. LaRose – Troy
- Debra McCabe – Danica
- Lyriq Bent – Rigg
- Franky G – Xavier
- Tim Burd – Obi